# Jengkol (Garung)
Jengkol is een bestuurslaag in het regentschap Wonosobo van de provincie Midden-Java, Indonesië. Jengkol telt 3149 inwoners (volkstelling 2010).